# Yi Jeonggyu
 (mars 2021).
La mise en forme du texte ne suit pas les recommandations de Wikipédia : il faut le « wikifier ».
Les points d'amélioration suivants sont les cas les plus fréquents. Le détail des points à revoir est peut-être précisé sur la page de discussion.
- Les titres sont pré-formatés par le logiciel. Ils ne sont ni en capitales, ni en gras.
- Le texte ne doit pas être écrit en capitales (les noms de famille non plus), ni en gras, ni en italique, ni en « petit »…
- Le gras n'est utilisé que pour surligner le titre de l'article dans l'introduction, une seule fois.
- L'italique est rarement utilisé : mots en langue étrangère, titres d'œuvres, noms de bateaux, etc.
- Les citations ne sont pas en italique mais en corps de texte normal. Elles sont entourées par des guillemets français : « et ».
- Les listes à puces sont à éviter, des paragraphes rédigés étant largement préférés. Les tableaux sont à réserver à la présentation de données structurées (résultats, etc.).
- Les appels de note de bas de page (petits chiffres en exposant, introduits par l'outil «  Source ») sont à placer entre la fin de phrase et le point final[comme ça].
- Les liens internes (vers d'autres articles de Wikipédia) sont à choisir avec parcimonie. Créez des liens vers des articles approfondissant le sujet. Les termes génériques sans rapport avec le sujet sont à éviter, ainsi que les répétitions de liens vers un même terme.
- Les liens externes sont à placer uniquement dans une section « Liens externes », à la fin de l'article. Ces liens sont à choisir avec parcimonie suivant les règles définies. Si un lien sert de source à l'article, son insertion dans le texte est à faire par les notes de bas de page.
- La présentation des références doit suivre les conventions bibliographiques. Il est recommandé d'utiliser les modèles {{Ouvrage}}, {{Chapitre}}, {{Article}}, {{Lien web}} et/ou {{Bibliographie}}. Le mode d'édition visuel peut mettre en forme automatiquement les références.
- Insérer une infobox (cadre d'informations à droite) n'est pas obligatoire pour parachever la mise en page.

Pour une aide détaillée, merci de consulter Aide:Wikification.
Si vous pensez que ces points ont été résolus, vous pouvez retirer ce bandeau et améliorer la mise en forme d'un autre article.
Yi Jeonggyu (이정규 ; 1897-1984) était un anarchiste coréen, représentant de la province de Chungcheong au sein du gouvernement coréen en exil. 

## Biographie

### Débuts dans le mouvement anarchiste
Indépendantiste puis anarchiste, Yi Jeonggyu (1897- 1984), était l'un des anarchistes coréens les plus actifs en Chine dans les années 1920. Mais contrairement à nombre d'entre eux, il s'est d'abord intéressé au socialisme à Tokyo où il étudiait à l'Université Keiō en 1918,. Lors du mouvement de mars 1919, Yi retourna aussitôt en Corée, puis partit pour Shanghai en avril 1919, où il intégra immédiatement le gouvernement provisoire, en tant que représentant de la province de Chungcheong - sa province d'origine. Son arrestation et sa reconduite en Corée pour y être jugé par la police japonaise, en octobre 1928, ont mis fin à ses activités anarchistes en Chine. Dans ses souvenirs, il avait été attiré par les nouvelles en provenance de la Russie où avait eu lieu la révolution, et avait prévu de s'y rendre depuis la Chine. Mais une rumeur planait sur le danger de perdre la vie à la suite de conflits entre factions de communistes coréens. Il changea donc de plan en cours de route, en fin 1921, pour se rendre à l'Université d'Extrême-Orient située à Chita. Yu décide de rester à Pékin, où il rencontre Yu Ja-myeong et des anarchistes chinois tels que Li Shinzeng et Cai Yuanpei. Ceux-ci lui ont permis de poursuivre ses études à l'Université de Pékin, où il était inscrit en deuxième année au département d'économie. Les deux années passées à Pékin de 1921 à 1923 furent une période très importante pour Yi dans sa personnalité et dans la formulation de ses idées. En particulier dans sa cause pour l'indépendance et la société anarchiste. Yi déclarera que « Nous les jeunes, la seule chose que nous pouvions faire fièrement, c'était vivre en luttant pour l'indépendance » alors que nombre de coréens devaient vivre et rester en Chine en exilés. Yi accepta l'anarchisme comme un objectif national pour l'indépendance coréenne. Il avait une compréhension théorique pointue de l'anarchisme, au point qu'en Chine certains l'appelaient pilbong (litt. pointe de pinceau d'écriture). Son frère aîné, Yi Eulgyu, lui aussi anarchiste en Chine, se faisait quant à lui surnommer « Kropotkine coréen » pour son étude approfondie des théories anarchistes et sa puissance.
Pour de nombreux anarchistes coréens en Chine comme Yi Jeonggyu, mettre sur pied leurs propres organisations était une priorité, et ils avaient deux objectifs : l'indépendance et la construction d'une nouvelle société en Corée - basée sur des idéaux et des principes anarchistes. Pour les réaliser, ils ont d'abord cherchés à coopérer avec leurs homologues chinois, et se sont engagés à leurs côtés. 

### Espérantisme
L'un des premiers cas de ce genre provient de l'association de Yi Jeonggyu avec des anarchistes et des espérantistes chinois. Selon un rapport de la police du gouvernement des chefs de guerre Beiyang à Pékin, daté du 5 juin 1922, l'Association pour l'étude de la langue mondiale en Chine venait de tenir une réunion autour du thé quelques jours avant. Le but de la réunion était d'accueillir un communiste japonais et deux Coréens, Yi Jeonggyu et Yi Byeonggyu (probablement Yi Eulgyu). Un représentant chinois de l'Association a prononcé un discours de bienvenue, dans lequel il a expliqué aux participants la situation actuelle du « parti anarchiste chinois » (Zhongguo wuzhengfu dang) dans divers endroits en Chine. Cela a été suivi par la réponse de Yi Jeonggyu. Yi, remerciant les Chinois présents, a déclaré que tous les Coréens souhaitaient récupérer la souveraineté nationale et la terre de la Corée, et se sont ainsi battus pour la libération nationale sans craindre de se sacrifier. Yi a ensuite brièvement exprimé son espoir que les jeunes de Chine, du Japon et de Corée puissent s'unir pour aller de l'avant. Selon le rapport, avec la permission de leurs camarades respectifs, les représentants des trois pays ont examiné la possibilité de tenir une conférence ensemble, et le lieu de cette dernière,.
Un an après la réunion, Yi Jeonggyu a coopéré avec un Chinois du nom de Chen Kongshan dans la mise en place d'une école d'espéranto à Pékin (Beijing shijieyu zhuanmen xuexiao). Il l'a également enseigné dans un collège. Chen était un ancien élève de l'Université de Pékin - tout  comme Yi, qui y est entré en 1922.

### Expérimentation de villages autonomes
En septembre 1923, Yi adhère avec Chen Weiqi et Jeong Hwaam à un projet proposé par l'anarchiste chinois dénommé Zhou. Celui-ci envisageait de déplacer une cinquantaine de familles paysannes coréennes exilées à Hanshui Xian - dans la province du Hunan. L'objectif était de construire un village agricole idéal avec des paysans locaux. Le projet visait à les faire cultiver ensemble du ginseng pour augmenter leurs revenus. Bien qu'échoué à cause de la guerre interne au Hunan - où la famille de Zhou s'est séparée - le projet proposé a été hautement salué par les historiens coréens comme « la première expérience qui a tenté de construire une société idéale dans des villages agricoles dans l'histoire de l'anarchisme coréen ». Ainsi, même raté, il a marqué l'histoire de l'anarchisme coréen, pour son objectif sous-jacent de construire une société idéale en augmentant le revenu des agriculteurs. Et ce projet devait être relancé encore et encore par Yi, entre autres, même après 1945 - et la libération de la Corée,,.

### Contacts avec des anarchistes chinois et Vassili Erochenko
Yi Jeonggyu a rencontré à Pékin Zhou Shuren  (1881-1936) - sous le pseudonyme de Lu Xun - l'une des figures les plus influentes de la littérature chinoise, son frère Zhovu Zuoren, lui aussi écrivain, ainsi que l'anarchiste taïwanais Fan Benliang (1897-1945) - dont le nom apparaîtra souvent au cours de l'histoire du mouvement anarchiste coréen dans les années 1920.
Yi rencontre à Pékin Vassili Erochenko (1890-1952), un poète et anarchiste russe aveugle qui a visité la Chine au début des années 1920. Vasilij lui  parle de la situation de son pays sous le règne de Lénine. Il convainc Yi que la révolution devait se faire selon les principes anarchistes - et non soviétiques. Sans doute qu'Yi s'était remémoré les rumeurs concernant les rivalités sanglantes entre les communistes coréens au début des années 1920 au sujet de la pensée de Lénine, ce qui avait mis à mal son départ pour la Sibérie. Le Russe présente ses idées anarchistes aux coréens en exils, en particulier à Pékin, dépeint l'URSS et la révolution soviétique, raconte les purges des anarchistes et les réalités politiques de la Russie. Erochenko a ainsi rallié de nombreux anarchistes coréens à sa cause, comme Jeong Hwaam.
Yi, comme Jeong, était de ceux qui avaient achevés d'être convaincu par les idéaux anarchistes au contact des anarchistes chinois - y voyant l'avenir d'une Corée indépendante.
Poursuivant l'ambition d’établir un village agricole idéal dans le Hunan, Yi Jeonggyu s'entoure du soutien de nombreux anarchistes et exilés coréens, parmi lesquels Yi Heoyeong.

### Shanghai
Fin 1924, Yi déménage de Pékin à Shanghai, où il sera embauché en tant qu'apprenti dans une fonderie britannique. Rapidement licencié, il connait un an de chômage, avant d'être employé par la Shanghai Tramway Company - puis viré pour avoir tenté de créer un syndicat. Il participe ensuite à la grève générale lors du mouvement du 30 mai à Shanghai, avec quelques amis chinois et taïwanais. Miséreux, au chômage et sous surveillance japonaise pour son engagement politique, Yi se lance dans la traduction d'ouvrages anarchistes- dont des écrits de Kropotkine, Bakounine, Malatesta, ou encore Elisée Reclus. 